# Sasa Schwarzjirg

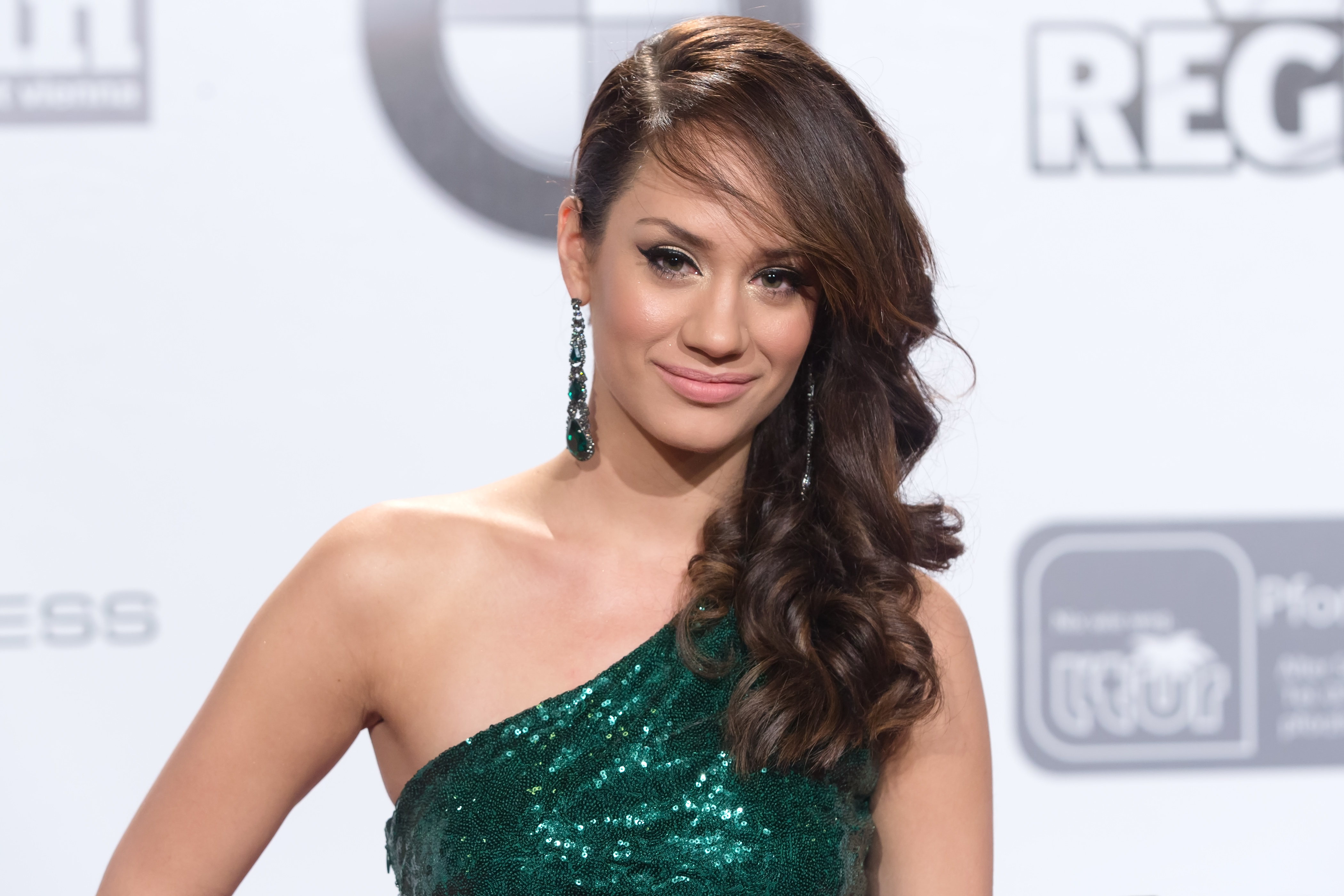
Sasa Schwarzjirg (2015)

Sasa Schwarzjirg (* 15. Juni 1986 in Wien) ist eine österreichische Moderatorin und Journalistin.

## Leben und Karriere
Sasa Schwarzjirg wurde als Tochter einer kroatisch-italienischen Psychotherapeutin und eines österreichischen Unternehmers geboren. Sie wuchs in Tullnerbach in Niederösterreich auf. In ihrer Kindheit und Jugend spielte sie Klavier am Franz Schubert Konservatorium in Wien. 1999 wirkte sie mit einem Konzertstück bei den Feierlichkeiten im Rahmen der „1000-Jahre-Österreich“-Feier mit. 
Nach ihrer Matura am Sacré Coeur Pressbaum 2005 und ihrer fünfjährigen Ausbildung zur Kindergartenpädagogin studierte Schwarzjirg an der Werbe-Akademie in Wien. Dort qualifizierte sie sich 2007 mit ihrer Diplomarbeit für ein Elitejahr, das sie 2008 mit Auszeichnung abschloss. Schwarzjirg arbeitete anschließend in einer Werbeagentur, ehe sie bei einem Casting des deutschen Musiksenders VIVA für die dreiteilige Mini-Soap Ogo verpflichtet. 2008 wurde Schwarzjirg zum offiziellen VIVA-Gesicht und moderierte bis 2012 die Jugendsendung VIVA Pur, ab 2012 auch die VIVA Austria Top 20. Ende 2012 wechselte sie zum österreichischen Privatsender ATV und moderierte bis Juli 2013 das tägliche Gesellschaftsmagazin Hi Society. 2015 wechselte sie zu Krone-TV, dem Sender der österreichischen Kronen Zeitung, und übernahm die Leitung sowie die Moderation der Kultur- und Society-Rubrik Adabei-TV. Die Online-Rubrik wird seit 2019 auch im linearen Fernsehen im Krone-TV-Hauptabendprogamm ausgestrahlt. Seit Oktober 2020 moderiert sie die Unterhaltungssendung Echt Jetzt? auf Krone-TV sowie Genial Viral - Die Millionenklicks.
2020 engagierte sie der TV-Sender PULS4 als Jury-Mitglied der Hauptabendshow The Masked Singer Austria sowie für die zweite Staffel der Sendung. 2023 moderierte sie für den Sender auch die zweiteilige Hauptabendshow Casino Cup. 
2022 wurde Schwarzjirg erstmals vom ORF engagiert und moderierte die fünfteilige Reisesendung Traumweekend mit Sasa Schwarzjirg. Seit 2023 moderiert sie dort das Format Reisezeit – Österreich.  2024 war sie Jury-Mitglied der ORF Castingshow Die große Chance. Seit 2024 moderiert sie auch das Talkformat „Blick in die Sterne“ im ORF. 
Neben ihrer Tätigkeit als TV- und Off-Air-Moderatorin war sie für österreichische Magazine als Redakteurin tätig. 2008 bis 2010 schrieb sie für das monatliche Jugendmagazin Xpress. Sie war für die Ressorts Musik, Stars, Technik und Electronic zuständig. 2009 übernahm sie die Position der Textchefin des Jugendmagazins, ehe sie 2010 für fünf Jahre zum österreichischen Society-Magazin Seitenblicke wechselte. Parallel verfasste Schwarzjirg ab 2011 Artikel für das monatliche Magazin Miss, ab 2013 eine regelmäßige Kolumne. Seit 2015 ist sie für die Kronen Zeitung als TV- und Printredakteurin sowie als Moderatorin tätig. 2018 übernahm sie für den Verlag zudem die Leitung des Moderessorts für Krone Bunt. Seit 2020 schreibt sie eine wöchentliche Mode-Kolumne. Im September 2024 moderierte Schwarzjirg zusammen mit Lori Haberkorn ein neues Sendungsformat mit dem Titel Astro-Show im ORF, das wegen Pseudowissenschaftlichkeit und der Begünstigung von Wissenschaftsskepsis auf massive Kritik stieß. Das Format wurde nach der ersten Folge vom ORF abgesetzt.

## Sonstiges
Von 2011 bis 2016 war Schwarzjirg Testimonial für BIPA. Seit 2019 ist Sasa Schwarzjirg zum offiziellen Kampagnengesicht von IT Cosmetics, einer Marke der L’Oréal-Gruppe. 2024 machte sie L´Orèal sogar zum europaweiten Gesicht der Kampagne. Der Werbespot dafür wurde in New York gedreht. Außerdem ist Schwarzjirg Werbegesicht für weDo - eine Marke der Wella-Gruppe. Seit 2019 ist sie außerdem das offizielle Werbegesicht der Schmuckmarke Gabriele Iazzetta.
Schwarzjirg setzt sich für verschiedene Charity-Projekte ein, unter anderem die Brustkrebs-Organisation „Dancer Against Cancer“, sowie mehreren Tierschutzkampagnen wie „Zeig Schnauze“. Außerdem war Schwarzjirg 2013 neben Persönlichkeiten wie Lilian Klebow oder Politikerin Eva Glawischnig das Gesicht der „Stop talking, Start planting“-Kampagne. Schwarzjirg macht sich seit vielen Jahren gegen Hass im Netz stark. 2020 war sie Teil der "#unhatehuman"-Kampagne.
Schwarzjirg hat eine ältere Schwester Bianca Schwarzjirg, die ebenfalls Moderatorin ist.